# Route nationale 786
Pour les articles homonymes, voir Route 786.
La route nationale 786 ou RN 786 était une route nationale française reliant Morlaix à Dinard. À la suite de la réforme de 1972, elle a été intégralement déclassée en RD 786.

## Ancien tracé de Morlaix à Dinard (D 786)
- Morlaix
- Lanmeur

- Limite entre Finistère et Côtes-d'Armor

- Plestin-les-Grèves
- Saint-Efflam, commune de Plestin-les-Grèves
- Saint-Michel-en-Grève
- Ploulec'h
- Lannion
- Langoat
- Tréguier
- Lézardrieux, bifurcation avec la N 787
- Paimpol
- Kérity, commune de Paimpol
- Plouézec
- Lanloup
- Plouha
- Tréveneuc

- Saint-Quay-Portrieux
- Étables-sur-Mer
- Binic
- Pordic
- Plérin
- Saint-Brieuc

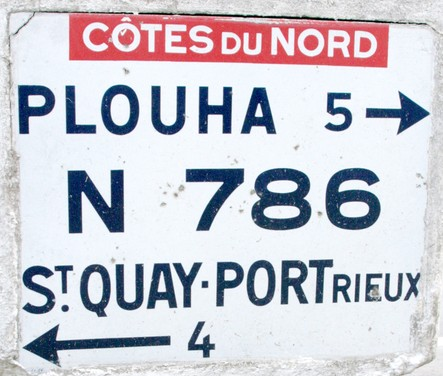

- Entre Saint-Brieuc et Saint-René (Yffiniac), tronçon commun avec la D 712
- Saint-René, commune d'Yffiniac
- Planguenoual
- Le Val-André, commune de Pléneuf-Val-André
- Pléneuf-Val-André
- Erquy
- Plurien
- Fréhel
- Matignon, bifurcation avec la N 786a
- Notre-Dame-du-Guildo, commune de Saint-Cast-le-Guildo
- Trégon, tronc commun avec la N 168
- Ploubalay
- Lancieux

- Limite entre Côtes-d'Armor et Ille-et-Vilaine

- Saint-Briac-sur-Mer
- Saint-Lunaire
- Dinard

## Lieux visitables situés à proximité de la route
- Les jardins de Kerdalo